# Зичи, Дьюла
Дью́ла Зи́чи (венг. Zichy Gyula, 7 ноября 1871 года, Надьланг, Австро-Венгрия — 20 мая 1942 года, Венгрия) — католический прелат, епископ Печа с 11 декабря 1905 года по 31 августа 1925 год, архиепископ Калочи с 31 августа 1925 года по 20 мая 1942 год .

## Биография
4 июля 1895 года Дьюла Зичи был рукоположён в священника.
11 декабря 1905 года Римский папа Пий X назначил Дьюлу Зичи епископом Печа. 21 декабря 1905 года в Риме состоялось рукоположение Дьюлы Зичи в епископа, которое совершил Римский папа Пий X в сослужении с архиепископом Калочи Дьюлой Вароши и епископом Трансильвании, Эрдели и Зибенбюргена Густавом Кароли Майлатом.
31 августа 1925 года Римский папа Пий XI назначил Дьюлу Зичи архиепископом Калочи.
Скончался 20 мая 1942 года.